# Dassow
Dassow (phát âm tiếng Đức: [ˈdaso]) là một đô thị tại huyện Nordwestmecklenburg, bang Mecklenburg-Vorpommern, miền bắc nước Đức.